# Ormaniçi, Güçlükonak
Ormaniçi là một xã thuộc huyện Güçlükonak, tỉnh Şırnak, Thổ Nhĩ Kỳ. Dân số thời điểm năm 2011 là 80 người.